# Down in the Cellar
Down in the Cellar è un album di Al Stewart pubblicato nel 2000 dall'etichetta discografica Miramar Records.

## Disco
Il disco, prodotto e arrangiato da Laurence Juber, è stato inizialmente pubblicato da Miramar Records ma poi, dopo problemi con questa etichetta, il disco è passato ad EMI.
Fin dal titolo – e dalla copertina – il disco ruota attorno ad una delle grandi passioni di Stewart: il vino. Down in the Cellars è una delicata ballata acustica. SoHo è un brano folk di un vecchio amico di Stewart: il chitarrista Bert Jansch. Toutes les Etoiles è una canzone che omaggia la Francia. The Shiraz Shuffle è una canzone dalle atmosfere jazz (Shiraz è un pregiato vino rosso). 
Esiste una successiva edizione con 2 bonus tracks: Dark Side, Belsize Blues

## Tracce
Tutte le canzoni scritte da Al Stewart salvo dove diversamente indicato.
1. Waiting for Margaux – 4:34
2. Tasting History (Al Stewart & Laurence Juber) – 4:03
3. Down in the Cellars – 3:07
4. Turning It Into Water – 4:34
5. SoHo (Bert Jansch) – 3:58
6. The Night That the Band Got the Wine – 6:07
7. Millie Brown – 2:38
8. Under a Wine-Stained Moon – 3:32
9. Franklin's Table – 4:22
10. House of Clocks – 2:58
11. Sergio – 3:19
12. Toutes les Etoiles – 2 :10
13. The Shiraz Shuffle (Al Stewart & Laurence Juber)  – 1 :55

## Musicisti
- Al Stewart - voce, chitarra acustica
- Laurence Juber – chitarra acustica
- Jim Cox - pianoforte, organo Hammond
- Domenic Genova – basso e contrabbasso elettrico
- Michael Jochum - batteria, percussioni
- David Jackson – fisarmonica in 11
- Peter White – fisarmonica in 12
- Bruce Dukov - violino
- Rachel Purkin – violino
- Simon Boswell – viola
- David Low - violoncello